# Schoutedenillo congolensis
Schoutedenillo congolensis là một loài chân đều trong họ Eubelidae. Loài này được Arcangeli miêu tả khoa học năm 1950.